# Вукајло Божовић
Вукајло Божовић познат и као поп Вујакло био је српски православни свештеник и револуционар. Учествовао је у Балканским ратовима као командант одреда у Ибарском Колашину. Био је отац писца Григорија Божовића.

## Биографија
Божовић је рођен у Придворици у Зубином Потоку. Током мобилизације српске војске у Првом балканском рату у саставу четничких одреда српске 3. армије поред осталих били су и Колашин, под командом проте Вукајла Божовића. Био је кнез и заштитник народа на простору данашње општине Зубин Поток. Због шиптарског притиска морао је 1902. да напусти родни крај и да се склони у Куршумлију. Године 1912. као командант Ибарског четничког одреда ослободио је Колашин и Косовску Митровицу. Преминуо је 1926. године. 